# Gotówka (kolonia)

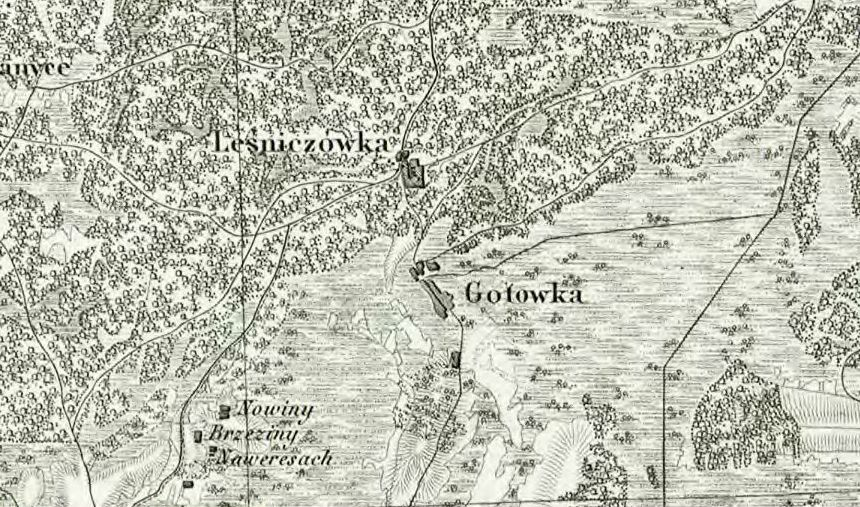
Gotówka i Leśniczówka na Mapie Topograficznej Królestwa Polskiego z 1839 roku

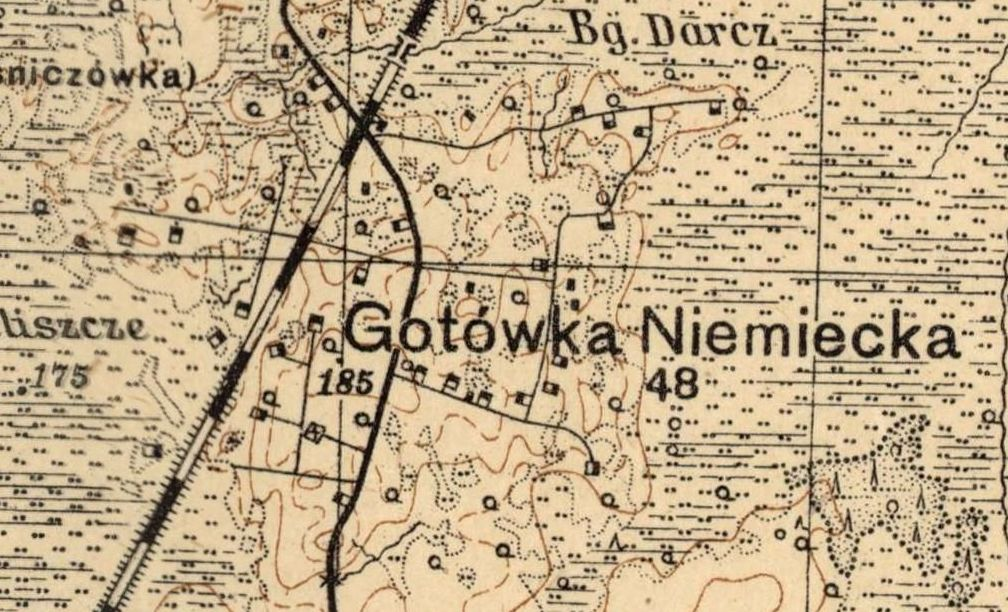
Gotówka (Niemiecka) na mapie Wojskowego Instytutu Geograficznego z 1931 r.

Gotówka (dawniej Gotówka Niemiecka) – kolonia w Polsce położona w województwie lubelskim, w powiecie chełmskim, w gminie Ruda-Huta. 
Do 1954 r. wchodziła w skład gminy Krzywiczki. W latach 1975–1998 miejscowość administracyjnie należała do województwa chełmskiego.
Wieś jest sołectwem w gminie Ruda-Huta. Według Narodowego Spisu Powszechnego z roku 2011 wieś liczyła 245 mieszkańców i była siódmą co do liczby ludności miejscowością gminy.
Wieś położona jest na terenie Chełmskiego Parku Krajobrazowego pomiędzy dwoma rezerwatami: Bagno Serebryskie ze znajdującą się tam wieżą widokową i Brzeźno. Oba rezerwaty to unikatowe torfowiska węglanowe. W maju odbywa się tam impreza pod nazwą Eko Majówka-Gotówka, festyn ekologiczny połączony z występami artystycznymi, konkursami i wystawą fotograficzną.
Wierni Kościoła rzymskokatolickiego należą do parafii św. Stanisława i Niepokalanego Serca Najświętszej Maryi Panny w Rudzie-Hucie.

## Historia
Wieś założona w 1823 r. przez Antoniego Grothusa na gruntach wydzielonych z dóbr Serebryszcze. Według "Słownika geograficznego Królestwa Polskiego" ok. 1866 r. liczyła 8 osad (gospodarstw) o łącznej powierzchni 194 mórg. W 1866 r. na terenie wsi zaczęli się osiedlać osadnicy niemieccy była to wieś czynszowa. Od tego momentu w dokumentach pojawia się nazwa Gotówka Niemiecka. W 1869 r. koloniści niemieccy zbudowali niewielką drewnianą świątynię, rozbudowaną 10 lat później i zniszczoną w czasie pierwszej wojny światowej. W l. 1930-1931 zbudowaną nową świątynię. Obok niej funkcjonował cmentarz grzebalny, którego ślady zachowały się do chwili obecnej. Przed pierwszą wojną światową we wsi funkcjonował też kantorat (szkoła).
Według spisu powszechnego z 30 września 1921 r. Gotówka liczyła 331 mieszkańców, z których narodowość polską deklarowało 163, niemiecką 168, wyznanie rzym.-kat. 118, prawosławne 8, ewangelickie 201, mojżeszowe 4. W okresie międzywojennym we wsi istniała szkoła powszechna
W 1939 r. potomkowie kolonistów niemieckich otrzymali od rządu niemieckiego polecenie wyjazdu do Rzeszy. Na ich miejsce sprowadzono Polaków wysiedlonych z Poznańskiego, którzy po wojnie powrócili w rodzinne strony. Mieszkańców narodowości ukraińskiej w 1945 r. wysiedlono do ZSRR.
W 1943 wieś liczyła 312 mieszkańców, w 1946 – 268, w 1965 – 352, w 1998 – 234, w 2000 – 228.
W miejscowości znajduje się kaplica rzymskokatolicka należąca do parafii w Rudzie Hucie.